# Мајкл Колинс (филм)
Мајкл Колинс (енгл. Michael Collins) је америчка биографска историјска драма из 1996, са Лијамом Нисоном у насловној улози. Филм говори о Мајклу Колинсу, ирском националисти и револуционару, који је погинуо у Ирском грађанском рату. Филм је добио Златног лава на Венецијанском филмском фестивалу.
Мајкл Колинс, револуционар, бори се да предводи герилску војску против Велике Британије, помаже у стварању Ирске слободне државе и мотивише Националну војску да се бори током Ирског грађанског рата.

## Радња
Прича о Мајклу Џону Колинсу, борцу за независност Ирске почетком 20. столећа, са чијим се животом и смрћу поистовећују тријумф, ужас и трагедија овог периода грађанског рата. Филм говори о Колинсовим подземним активностима, као и о односу са његовим саборцем и ривалом, председником Ирске Ејмоном де Валером.

## Улоге
| Глумац             | Улога             |
| ------------------ | ----------------- |
| Лијам Нисон        | Мајкл Колинс      |
| Џулија Робертс     | Кити              |
| Ејдан Квин         | Хари Боланд       |
| Алан Рикман        | Ејмон де Валера   |
| Стивен Реј         | Нед Број          |
| Брендан Глисон     | Лијам Тобин       |
| Ијан Харт          | Џо О’Рајли        |
| Чарлс Денс         | Соумс, официр MI6 |
| Џонатан Рис Мајерс | Колинсов убица    |